# Dayton Open 1978
Il Dayton Open 1978 è stato un torneo di tennis giocato sul sintetico indoor. È stata la 4ª edizione del Dayton Open, che fa parte del Colgate-Palmolive Grand Prix 1978. Si è giocato a Dayton negli Stati Uniti, dal 2 all'8 aprile 1978.

## Campioni

### Singolare
Brian Gottfried ha battuto in finale  Eddie Dibbs con il punteggio di 2–6 6–4 7–6

### Doppio
Brian Gottfried /  Geoff Masters hanno battuto in finale  Hank Pfister /  Butch Walts con il punteggio di 6–3, 6–4